# Regimento de Infantaria N.º 10

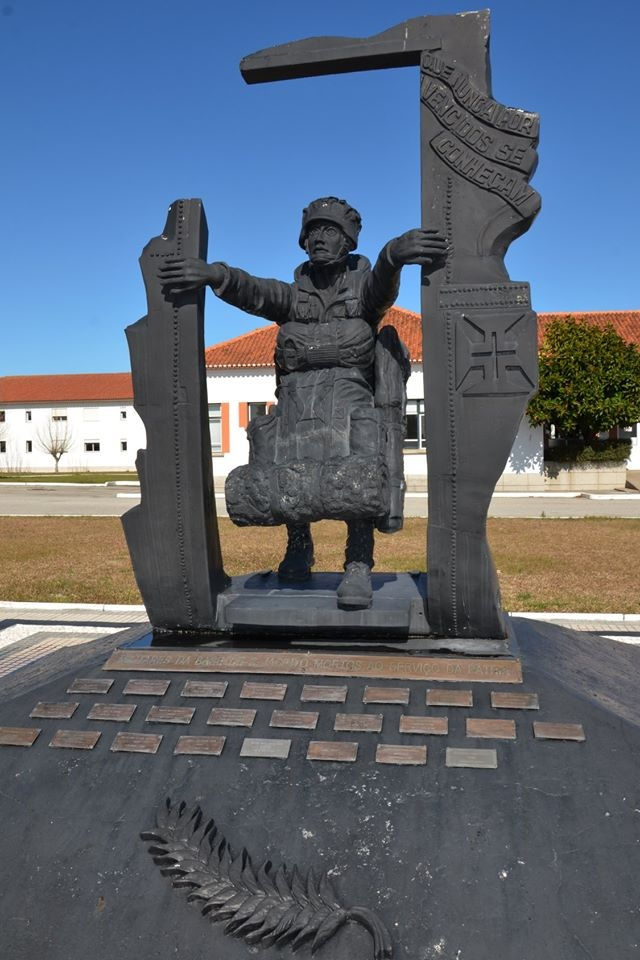
Monumento em honra dos Paraquedistas, no RI 10.

O Regimento de Infantaria N.º 10 (RI10) - também conhecida como "Área Militar de São Jacinto" - é um órgão de base do Exército Português localizado no extremo da península de São Jacinto, entre o oceano Atlântico e a ria de Aveiro.
Como unidade da Componente Fixa do Sistema de Forças do Exército, actualmente, esta instalação serve de aquartelamento e campo de instrução às Tropas Paraquedistas. Como encargo para a Componente Operacional do Sistema de Forças, compete ao RI10 aprontar o 2.º Batalhão de Infantaria Paraquedista (2.ºBIPara) da Brigada de Reacção Rápida.
O RI10 tem a característica de ser a única unidade militar portuguesa que, ao longo da sua história, pertenceu aos três ramos das Forças Armadas (Marinha, Força Aérea e Exército).

## História
Esta unidade foi criada em 1917, durante o final da 1.ª Guerra Mundial como uma base de hidroaviões anti-submarino operados pela Marinha Francesa com apoio português. No final da guerra, em 1918, a unidade é integrada na Aviação Naval Portuguesa, como centro de aviação naval da Marinha. Em 1921, é construído em São Jacinto o maior hangar de então da Península Ibérica. Em 1927, é instalada no centro a Escola de Aviação Naval Almirante Gago Coutinho. Em 1937, é construída uma pista terrestre que permite à base, além dos hidroaviões, passar a operar também aviões convencionais. Esta pista é também a primeira a ser iluminada electricamente em Portugal, permitindo descolagens e pousos nocturnos em maior segurança.
Com a criação da Força Aérea Portuguesa a instalação é transferida para este ramo, em 1953. Em 1978, a unidade passa a integrar uma base de tropas pára-quedistas, em conjunto com o aeródromo militar já existente. Em 1992, o aeródromo militar é desactivado como unidade independente.
Em 1993 a base de paraquedistas passa para a tutela do Exército com a denominação de "Área Militar de S. Jacinto" e em 2006 assume a designação de Regimento de Infantaria N.º 10.
Ao longo da sua história o RI10 teve as seguintes denominações:
1918 - 1953: Centro de Aviação Naval de Aveiro (CANA), aeródromo terrestre e hidrobase da Marinha Portuguesa;
1953 - 1957: Base Aérea N.º 5 (BA5), da Força Aérea Portuguesa (FAP);
1957 - 1958: Aeródromo-Base N.º 2 (AB2), da FAP;
1958 - 1978: Base Aérea N.º 7 (BA7), da FAP;
1978 - 1992: Aeródromo de Manobra N.º 2 (AM2), da FAP;
1978 - 1993: Base Operacional de Tropas Paraquedistas N.º 2 (BOTP2), da FAP, partilhando as instalações com o Aeródromo de Manobra N.º 2;
1993 - 2006: Área Militar de S. Jacinto (AMSJ), do Exército Português.
2006 - actualidade: Regimento de Infantaria N.º 10 (RI10), do Exército Português.
Com a desactivação do Aeródromo de Manobra N.º 2 da FAP, as instalações aeroportuárias da área militar passaram a ter utilização civil formando o Aeródromo Municipal de Aveiro.
No seguimento da Lei Orgânica do Exército, aprovada em princípios de 2006, a AMSJ adoptou a designação de "Regimento de Infantaria N.º 10", passando a ficar directamente dependente da Brigada de Reacção Rápida.

## Antigo Regimento de Infantaria N.º 10
Em 2006, foi dada, à anterior Área Militar de São Jacinto, a designação "Regimento de Infantaria N.º 10" a qual já havia pertencido a várias antigas unidades do Exército Português, a última das quais esteve sediada em Aveiro até à sua extinção - já com a designação de "Batalhão de Infantaria de Aveiro" - em 1993. No entanto, apesar de ter a mesma designação, o atual RI10 não tem origem directa em nenhuma daquelas antigas unidades, estando apenas ligado à última delas pelo facto de também ter sede em Aveiro.
A primeira vez que a designação "Regimento de Infantaria N.º 10" foi aplicada a uma unidade foi em 1806, ao anterior "Regimento de Infantaria de Lisboa", que havia sido criado em 1801. Em 1816, o RI10 passou a estar sediado na Figueira da Foz, sendo extinto no final da Guerra Civil.
Em 1864, foi novamente criado um Regimento de Infantaria N.º 10 em Lisboa. Em 1884, o regimento foi transferido para o Porto e em 1901 para Bragança, sendo extinto em 1937.
Na sequência da reorganização do Exército de 1937, o anterior Regimento de Infantaria N.º 24 - criado em Pinhel em 1864 e sediado em Aveiro desde 1901 - passou a designar-se Regimento de Infantaria N.º 10. Em 1975, o RI10 é transformado em Destacamento de Aveiro do Regimento de Infantaria de Coimbra (RICA). Em 1977, o RICA é transformado no Batalhão de Infantaria de Aveiro (BIA), sendo extinto em 1993.

## Organização do 2º BIPara
Comando e Estado-Maior
Companhia de Comando e Apoio:
Comando;
Secção Sniper;
Secção vigilância e campo de batalha;
Secção de Transmissões;
Secção de transportes e reabastecimento;
Pelotão Sanitário;
Pelotão de reconhecimento;
Pelotão anticarro;
Pelotão de morteiros médios
21.ª CPara;
22.ª CPara;
23.ª CPara:
Cada uma com um Comando;
Secção anticarro;
Secção lança-granadas automático;
1.º Pelotão;
2.º Pelotão;
3.º Pelotão